# Aa (Werre)

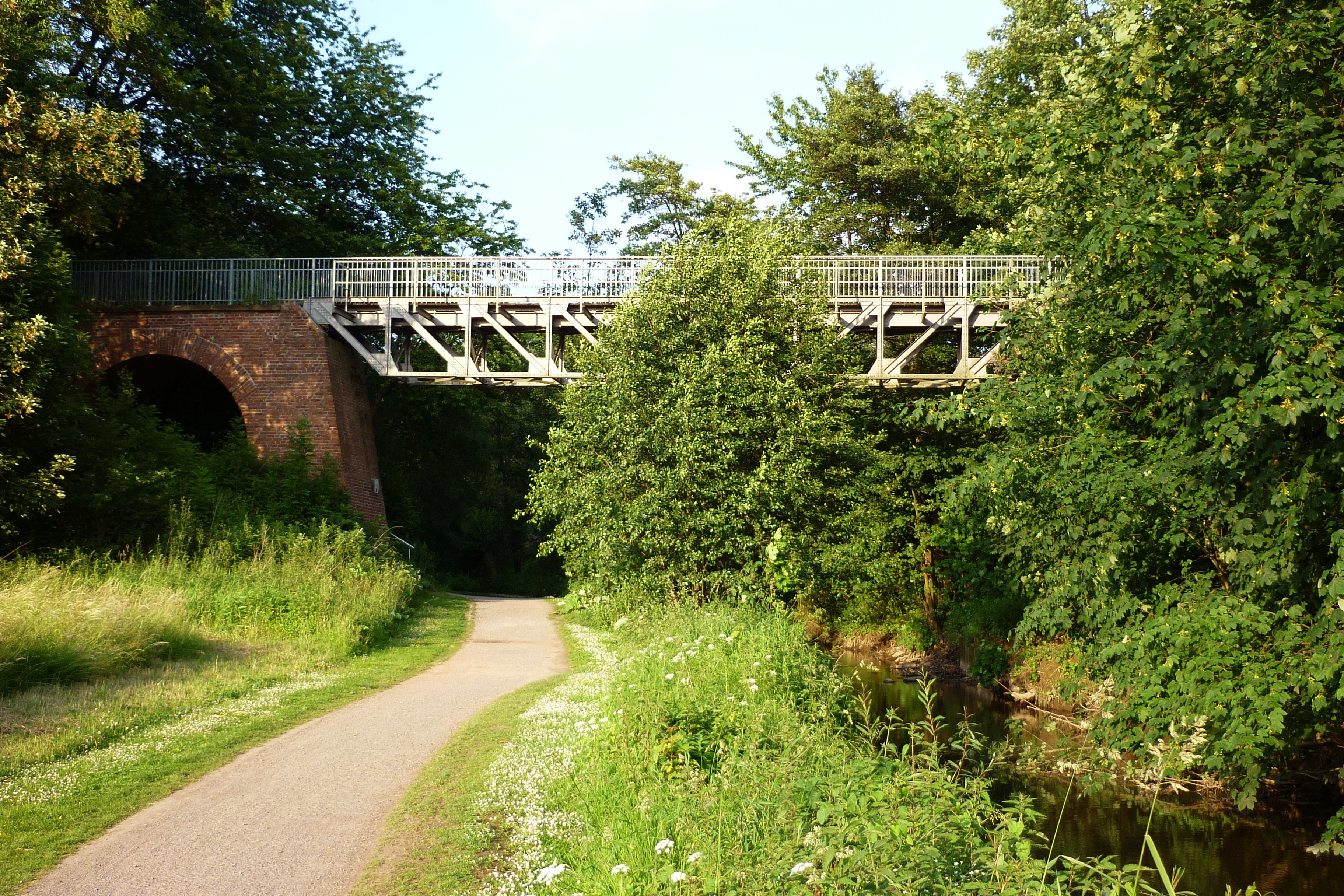
Brücke der ehemaligen Bielefelder Kreisbahnen über den Johannisbach in Schildesche

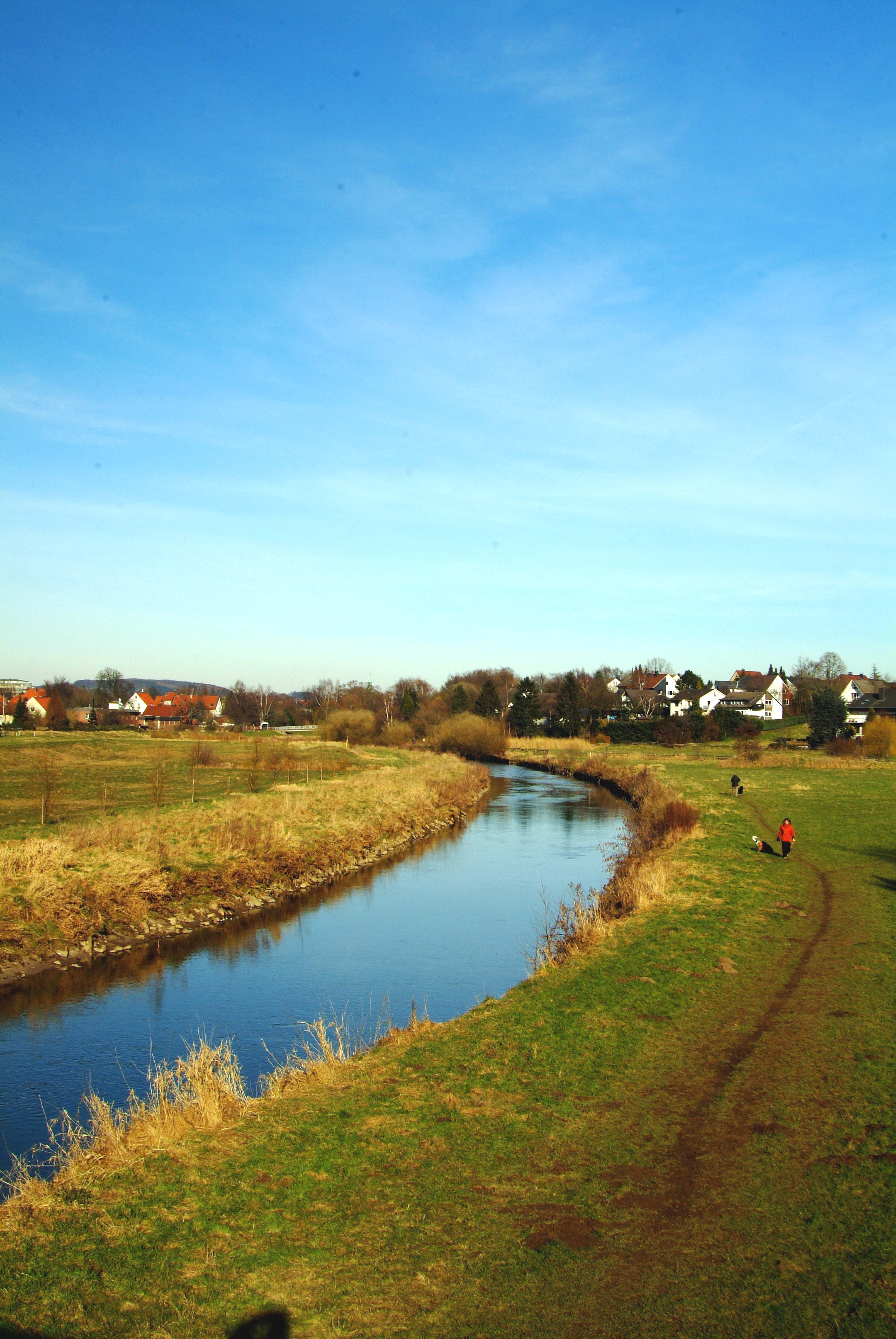
Die Westfälische Aa in Herford nahe der Bielefelder Straße

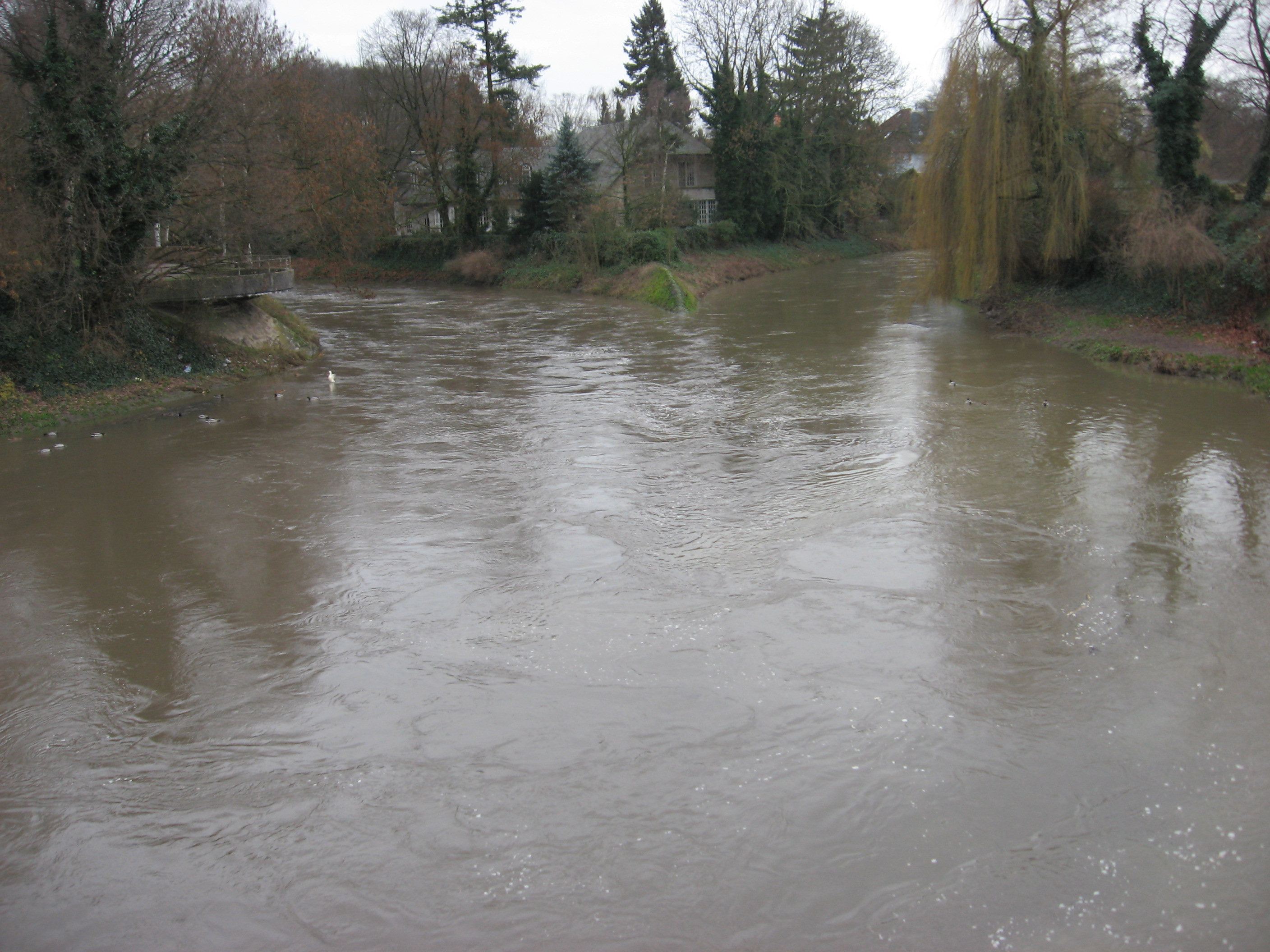
Zusammenfluss der Werre (links) mit der Westfälischen Aa in Herford bei leichtem Hochwasser

Die Aa (selten: „Westfälische Aa“), im Oberlauf Johannisbach, ist ein linker Nebenfluss der Werre im nordöstlichen Nordrhein-Westfalen, in den Stadtgebieten von Bielefeld und Herford.

## Bezeichnung
Die Aa wird zur Unterscheidung von anderen (allerdings zumeist ebenfalls in Westfalen gelegenen) Flüssen mit den Namen Aa auch als Westfälische Aa bezeichnet. Ihr Oberlauf heißt Johannisbach. Johannisbach und Aa sind hydrogeographisch identisch und werden fortlaufend kilometriert, obwohl Unter- und Oberlauf im lokalen Sprachgebrauch unter den zwei verschiedenen Bezeichnungen bekannt sind und daher als zwei unterschiedliche Flüsse aufgefasst werden. Die Zusatzbezeichnung „Westfälische“ ist im lokalen Sprachgebrauch wie auch in Kartenwerken mittlerweile unüblich. Der westfälische Name Aa (niedersächsisch Aue, schleswig-holsteinisch Au, hochdeutsch Ach, Ache, Achen oder Aach, althochdeutsch Aha, schwedisch A, dänisch Å) bedeutet Wasser oder Fluss und ist wohl über seine proto-indoeuropäische Wurzel mit dem lateinischen aqua verwandt. 
Im Mittelalter trug die Aa den Namen „Hardna“, welcher sich vom mittelniederdeutschen Wort hart für 'Bergwald, waldiger Höhenzug' ableitet.

## Verlauf

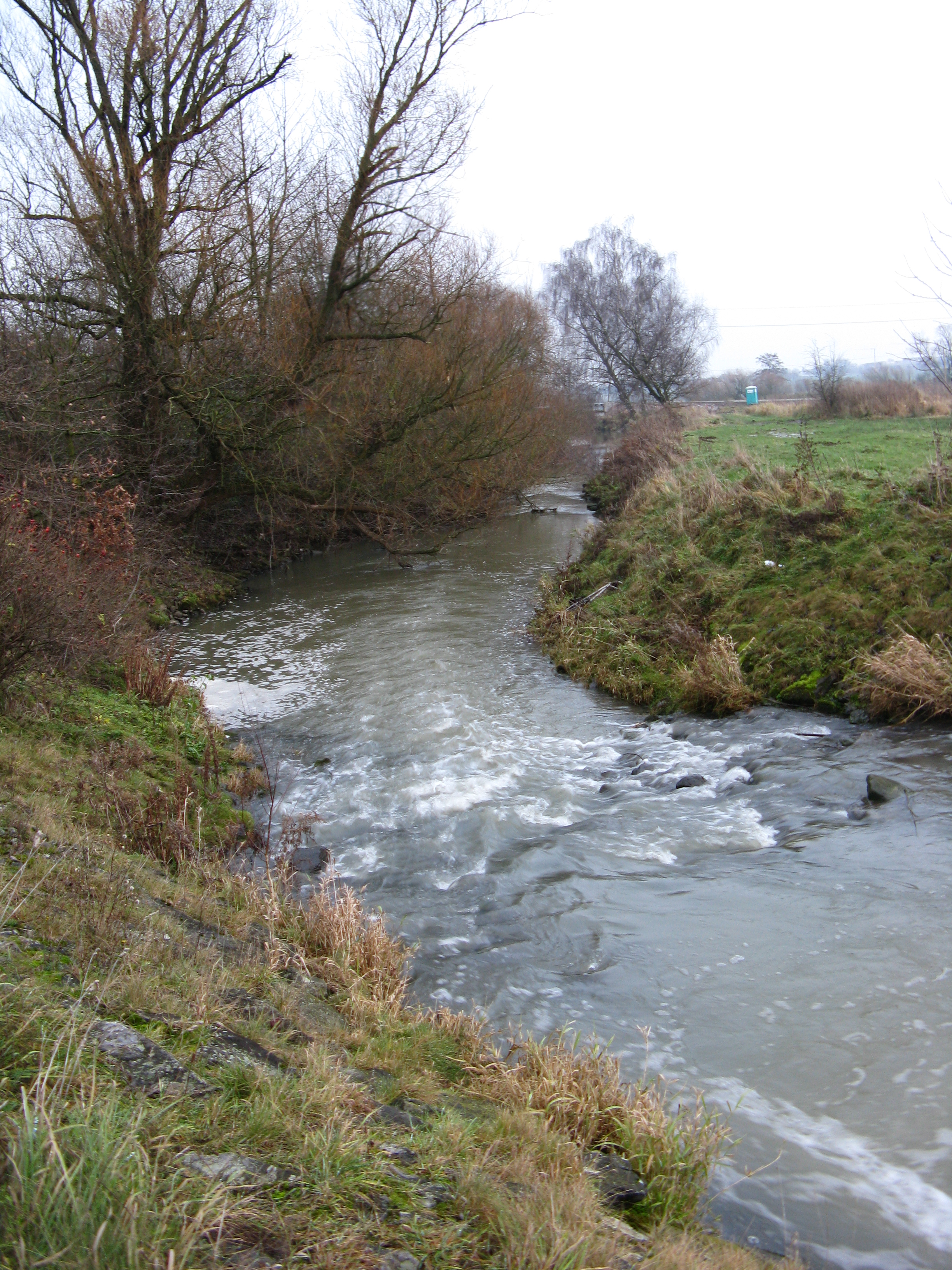
Der Johannisbach unterhalb des Obersees in Schildesche

Der Johannisbach entspringt bei Uerentrup im Teutoburger Wald, westlich des Bielefelder Passes. Er fließt zunächst in nordwestlicher Richtung durch ein Längstal dieses Gebirges, vom Bielefelder Stadtzentrum weg. Bei Großdornberg verlässt er das Gebirge durch einen Durchbruch des nördlichen Kamms und fließt dann erst nordost-, dann ostwärts durch das Ravensberger Hügelland. Dabei nimmt er den aus Werther kommenden Schwarzbach auf.
Unterhalb von Schildesche wird der Johannisbach seit 1982 zum Obersee gestaut (Flusskilometer 14), in den außerdem von Jöllenbeck im Norden ursprünglich die Jölle mündete. Seit 2009 wird der größte Teil des Wassers des Johannisbaches in einer Umflut um den See herumgeleitet. Direkt in diese Umflut entwässert nunmehr auch die Jölle. Wenig östlich davon überquert seit 1847 die Bahnstrecke Hamm–Minden auf dem Schildescher Viadukt das Tal des Johannisbaches.
Im Bielefelder Stadtteil Milse vereinigt sich der Johannisbach mit der aus Süden kommenden Lutter, die drei Kilometer vorher die Windwehe aufgenommen hat, und wird von dieser Stelle an als Aa bezeichnet. Danach durchfließt die Aa den Stadtteil Brake und erreicht Herford, wo sie die Grenze zwischen den Stadtteilen Elverdissen auf der rechten Seite sowie Stedefreund und Diebrock auf der linken Seite bildet. Im weiteren Verlauf ist die Aa der Grenzfluss zwischen Altstädter Feldmark und Radewiger Feldmark, zwischen Altstadt und Radewig sowie zwischen Herforder Neustadt und Radewiger Feldmark. Im Bereich Radewig/Neustadt wird die Aa mittels zweier Wehre gestaut. Hier zweigt der Stadtgraben nach links ab, der im Gegensatz zum Hauptarm den Stadtteil Radewig westlich umfließt. Kurz bevor sich der Stadtgraben wieder mit dem Hauptarm vereinigt, mündet von rechts die Bowerre in die Aa. Nach 26 km (8,6 km nach Zufluss der Lutter) fließt die Aa an der Brücke Hansastraße in die Werre (Werrekilometer 22,5), wobei sie kurz vor der Mündung das Museum MARTa Herford rückseitig passiert.

## Einzugsgebiet
Ihr Einzugsgebiet umfasst eine Fläche von 254,5 km². Da Johannisbach und Lutter Teile der Abdachung des Teutoburger Waldes entwässern, hat die Aa ein hohes Hochwasserpotenzial.

## Nebenflüsse
Auf seinem Weg nimmt das Gewässer flussabwärts betrachtet folgende Gewässer auf:
- Paderbach (L KM23,5 L1,5 H?)
- Twellbach (L KM23 L1,5 H?)
- Krebsbach (L KM22,5 L1,5 H?)
- Schwarzbach (L KM18 L10 H?)
- Schloßhofbach (R KM16 L3,3 H?)
- Moorbach (L KM15 L4 H?)
- Jöllenbecker Mühlenbach (Jölle) (L KM13,5 L9,5 H?)
- Lutterbach (R, KM9, L12,1, H73)
- Jeipohlbach (L KM8,7 L2,44 H73)
- Milsebach (R KM8,2 L1,064 H72)
- Sieben-Teiche-Bach (L KM8 L2,106 H71)
- Hellebach (R KM7,1 L3,957 H69)
- Lubbenbach (L KM5,8 L2,377 H68)
- Eickumer Mühlenbach (Kinsbeke) (L KM2,7 L7,45 H66)
- Flachsbach (R KM2,1 L2,743 H65)
- Bowerre (R KM? L0,12 H?)

(Alle Längenangaben gemäß Landesvermessungsamt Nordrhein-Westfalen)
Legende:
L/R: Linker oder Rechter Zufluss
KM: Flusskilometer, von der Mündung des Hauptflusses aufwärts gemessen
L: Länge des Nebenflusses in Kilometern
H: Mündungshöhen in m nach DE-NN falls bekannt

## Natur
Das obere Johannisbachtal steht unter Naturschutz (NSG Oberes Johannisbachtal mit Nebentälern).

## Geschichte
Die Aa bzw. Johannisbach markierte zwischen 1811 und 1815 die Grenze zwischen Frankreich und dem Königreich Westphalen. Hierzu war es gekommen, als Napoleon 1811 im Zuge der Kontinentalsperre die deutsche Nordseeküste annektierte. Dabei wurden große Teile des Departements der Weser, mit dem Johannisbach als Teil der neuen Grenze, aus dem Königreich Westphalen herausgelöst und dem Departement der Oberen Ems, einem der vier neu entstandenen Hanseatischen Departements, zugeordnet.
Von 1939 bis 1972 war der Johannisbach die Nordgrenze der Stadt Bielefeld.